# Philesturnus rufusater
Il calleide caruncolato dell'Isola del Nord o sellarossa dell'Isola del Nord (Philesturnus rufusater (Lesson, 1828)) è un uccello passeriforme della famiglia dei Calleidi.

## Etimologia
Il nome scientifico della specie, rufusater, deriva dall'unione delle parole latine rufus ("rossiccio") e ater ("nero"), in riferimento alla livrea di questi uccelli: il nome comune di questi uccelli è invece un riferimento al loro areale.

## Descrizione

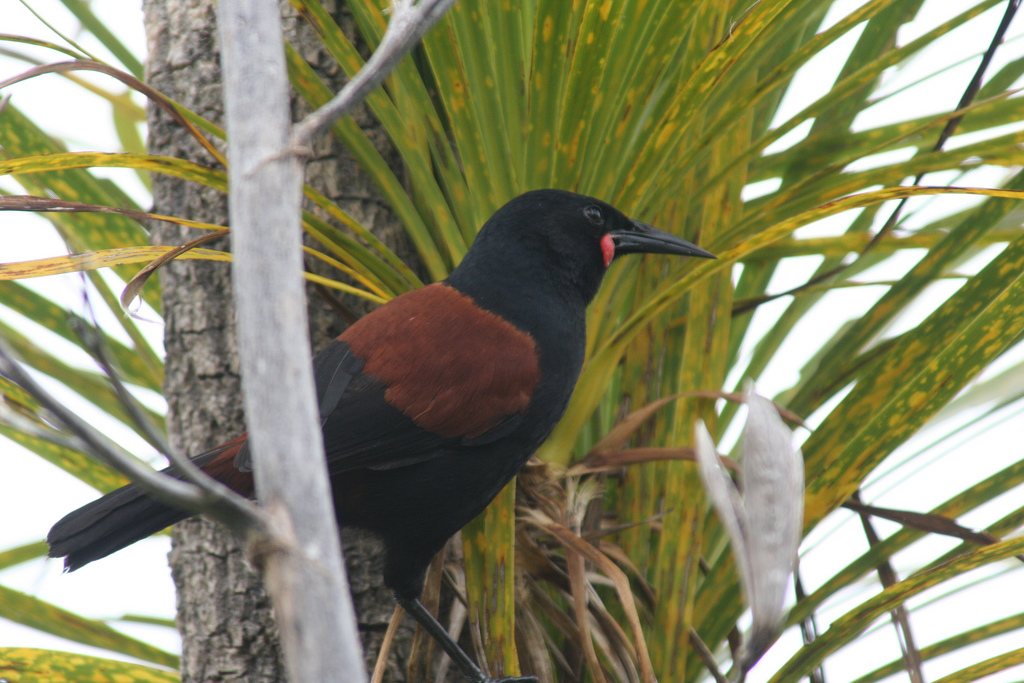
Esemplare a Tiri Tiri Matangi.

### Dimensioni
Misura 25 cm di lunghezza, per 61-94 g di peso: a parità d'età, i maschi sono più grossi e pesanti rispetto alle femmine.

### Aspetto
Si tratta di uccelli dall'aspetto massiccio, muniti di testa arrotondata, ali arrotondate e relativamente deboli, lunga coda dalla punta cuneiforme, forti zampe dagli artigli ricurvi e becco allungato, forte e appuntito.

Nel complesso, questi uccelli ricordano molto l'affine sellarossa dell'Isola del Sud, rispetto al quale presenta conformazione più slanciata e taglia media lievemente minore, oltre a piccole differenze nella colorazione adulta, mentre la livrea giovanile è del tutto differente nelle due specie.
Il piumaggio presenta dimorfismo sessuale: nei maschi testa, nuca, petto, ventre e fianchi sono di colore nero lucido, e dello stesso colore sono coda e remiganti. Il dorso, le ali, il codione ed il sottocoda sono invece di un caldo color bruno-ruggine, e il margine superiore di tale "sella" (grossomodo alla base del collo) che frutta all'animale il nome comune è presente un orlo di colore giallo oro: alla base del becco, su ciascun lato della bocca, è presente una caruncola di color rosso vivo simile a un bargiglio.

Nelle femmine la colorazione nera è molto meno lucida e con forti sfumature brune specialmente su petto e collo, mentre le caruncole facciali sono meno sviluppate.
In ambedue i sessi becco e zampe sono di colore nerastro, mentre gli occhi sono di colore bruno scuro.

## Biologia
Si tratta di uccelli diurni e moderatamente sociali, che vivono in coppie o (quando la loro consistenza numerica ancora lo consentiva) in stormi: i sellarossa dell'Isola del Nord sono cattivi volatori, preferendo scalare i tronchi saltellando di ramo in ramo grazie alle forti zampe unghiute.
Il richiamo di questi uccelli è piuttosto caratteristico: limpido e flautato, ricorda vagamente una risata mimata. Gli animali sono molto vocali, emettendo il richiamo soprattutto al mattino con funzione territoriale.

### Alimentazione

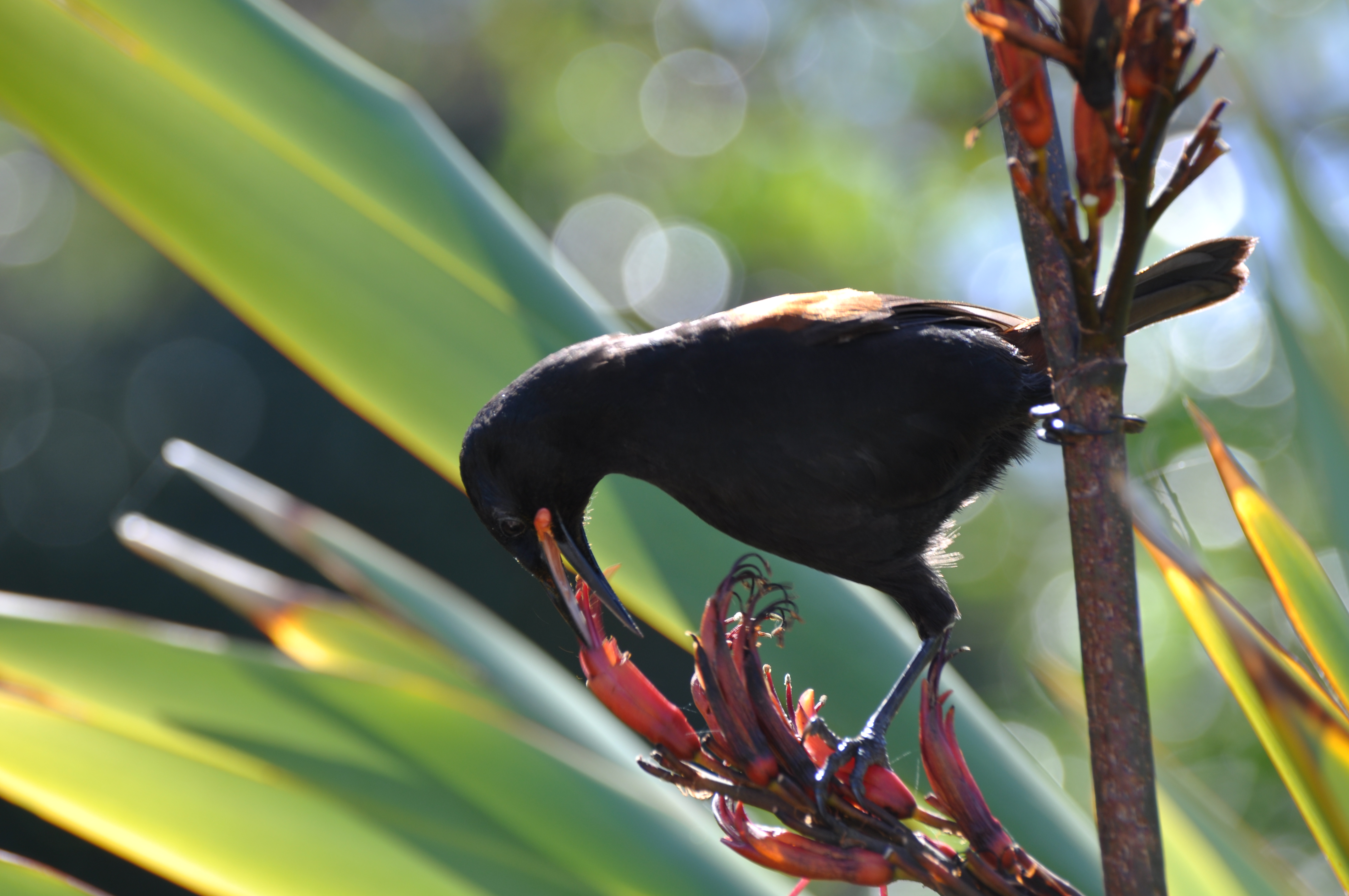
Esemplare si nutre da lino nativo a Tiri Tiri Matangi.

La dieta di questi uccelli è perlopiù insettivora, componendosi di insetti, larve ed altri invertebrati rinvenuti sollevando pezzi di corteccia col forte becco cuneiforme: questi uccelli possono cercare il cibo anche al suolo, smuovendo le foglie e i detriti col becco, e spesso vengono osservati cercare il cibo sulle spiagge durante la bassa marea. Inoltre, una percentuale consistente della loro dieta consiste in bacche, frutta matura e talvolta anche nettare.

### Riproduzione
Si tratta di uccelli rigidamente monogami, che si riproducono in primavera ed estate australi.
Il nido, a forma di coppa, viene costruito intrecciando fibre vegetali su un tronco spezzato, in una cavità di un albero o fra le epifite e le felci, non di rado a poca distanza dal suolo: al suo interno la femmina depone 2-4 uova bianco-grigiastre con fitta punteggiatura bruna, che cova da sola (col maschio che le fornisce il cibo) per circa due settimane, al termine delle quali schiudono pulli ciechi ed implumi.

I nidiacei vengono accuditi da ambedue i genitori, che li imbeccano abbondantemente con frutta e invertebrati rigurgitati. I piccoli sono in grado d'involarsi attorno alle tre settimane di vita, tuttavia rimangono ancora per un periodo piuttosto lungo coi genitori, ed anche una volta indipendenti non se ne allontanano molto, disperdendosi nel raggio di 3 km dal nido natio al massimo.

## Distribuzione e habitat

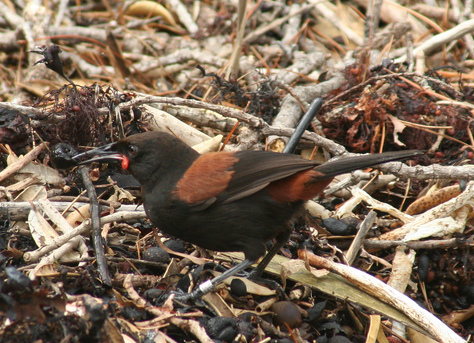
Esemplare cerca il cibo al suolo a Tiri Tiri Matangi.

Come intuibile dal nome comune, il sellarossa dell'Isola del Nord è endemico dell'Isola del Nord della Nuova Zelanda: un tempo verosimilmente diffuso in gran parte dell'isola, attualmente la specie è diffusa allo stato selvatico solo nelle isole del golfo di Hauraki e a Kapiti, nella punta meridionale. Da qui, piccole popolazioni sono state reintrodotte in aree recintate dell'isola principale.
L'habitat di questi uccelli era rappresentato dalla foresta primaria con presenza di grossi alberi secolari e di denso sottobosco: attualmente essi vivono in ambienti costituiti perlopiù da foresta secondaria, con densa ricrescita.

## Conservazione

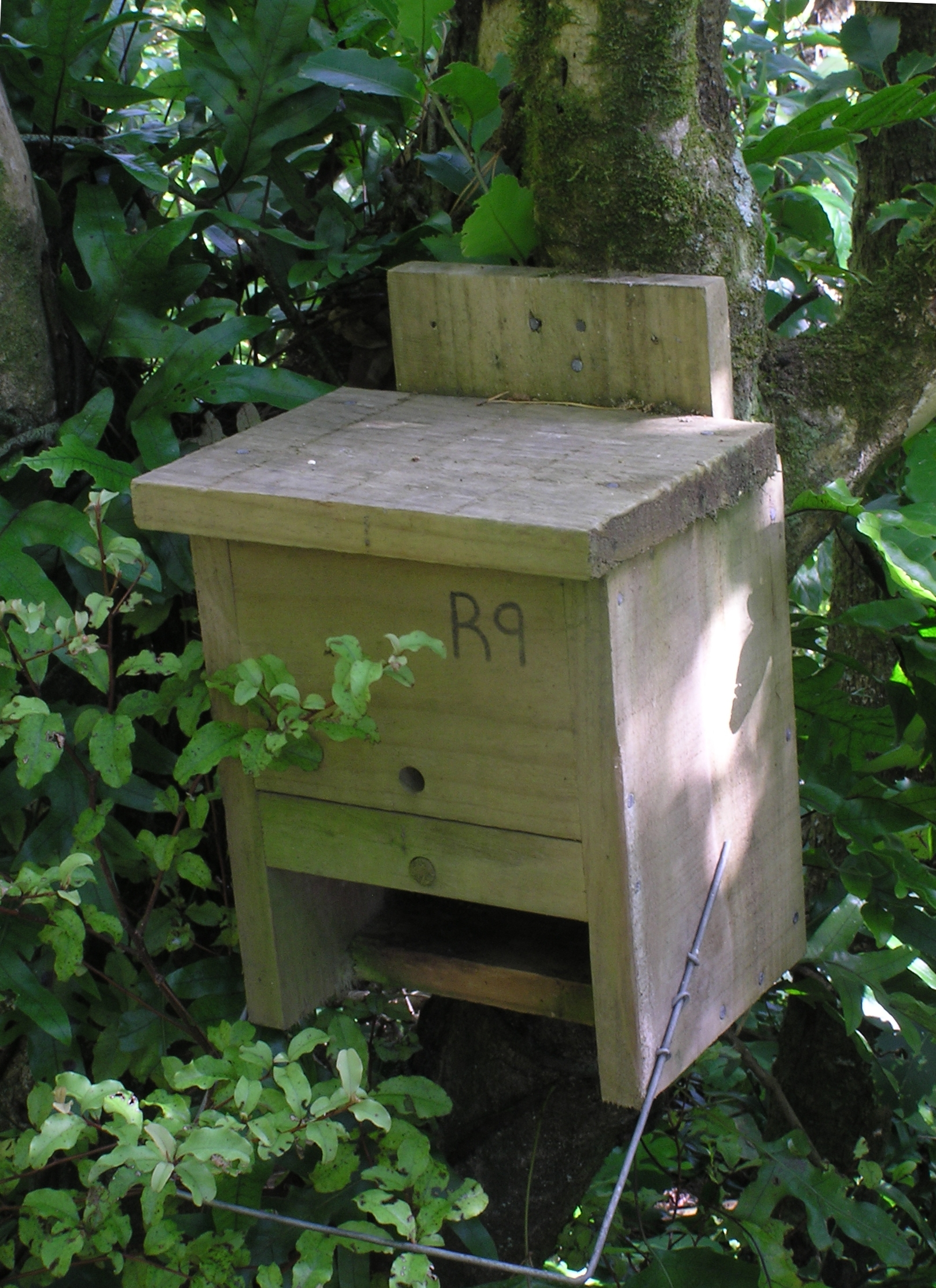
Nido artificiale.

Considerata piuttosto comune anche sulla terraferma, verso la fine del XIX secolo la specie era quasi completamente scomparsa, con una piccola popolazione relitta su Hen Island/Taranga, prospiciente Auckland: la riduzione numerica di questi uccelli, oltre che alla deforestazione e alla conversione del loro habitat in pascoli e campi coltivati, è da attribuire all'arrivo in Nuova Zelanda di predatori introdotti come il tricosuro volpino, i ratti e i mustelidi.

Il sellarossa dell'Isola del Nord, infatti, in virtù delle sue abitudini riproduttive (nidi prossimi al suolo, nidiacei rumorosi che passano molto tempo al suolo, periodo prolungato di permanenza presso il nido), risulta particolarmente vulnerabile alla predazione durante le operazioni di cova ed allevamento della prole.
Fortunatamente, grazie a programmi di riproduzione in cattività e conseguente rilascio in isole-santuario libere da predatori, la specie si è numericamente ripresa, ed a partire dal 2002 ne è cominciata la reintroduzione in aree controllate dell'isola maggiore, nell'area di Wellington.